# Ni2 Coronae Borealis
Ni2 Coronae Borealis (ν2 CrB / 21 Coronae Borealis / HD 147767) es una estrella en la constelación de Corona Borealis de magnitud aparente +5,40. Forma una doble óptica con ν1 Coronae Borealis, compartiendo con ella la denominación de Bayer «Ni». Aunque ambas estrellas están separadas apenas unos 10 años luz (una distancia que puede variar debido a errores de medición), los distintos movimientos propios y velocidades radiales indican que simplemente están pasando una cerca de la otra. La edad de ambas es muy similar, unos 750 millones de años, y el menor brillo de Ni2 se debe a que es unos pocos millones de años más joven que Ni1.
A unos 545 años luz de distancia del sistema solar, Ni2 Coronae Borealis es una gigante naranja de tipo espectral K5III, siendo su radio 47 veces más grande que el radio solar. Incluyendo la radiación infrarroja emitida dada su baja temperatura (3940 K), la luminosidad de Ni2 Coronae Borealis es 479 veces mayor que el Sol.
Muestra una metalicidad —abundancia relativa de elementos más pesados que el helio en una estrella— un 30 % inferior a la del Sol ([Fe/H] = -0,16). 
Su masa es de aproximadamente 2,5 masas solares.